# 贝尼耶尔勒帕特里
贝尼耶尔勒帕特里（法語：Bernières-le-Patry，法語發音：[bɛʁnjɛʁ lə patʁi] ⓘ）是法国卡尔瓦多斯省的一个旧市镇，属于维尔区。2016年，贝尼耶尔勒帕特里与临近的13个市镇合并为新市镇瓦尔达利耶尔。

## 地理
贝尼耶尔勒帕特里（48°48'51"N, 0°44'11"W）面积15.67 平方千米，位于法国诺曼底大区卡爾瓦多斯省，该省份为法国西北部沿海省份，北濒大西洋英吉利海峡，东北与滨海塞纳省以海上边界相接，东临厄尔省，南至奧恩省，西与芒什省接壤。
与贝尼耶尔勒帕特里接壤的市镇（或旧市镇、城区）包括：谢讷多莱、吕利、大特吕特梅尔、小特吕特梅尔、维耶苏瓦、蒙瑟克雷、圣康坦莱沙尔多内、蒙瑟克雷-克莱尔富热尔。

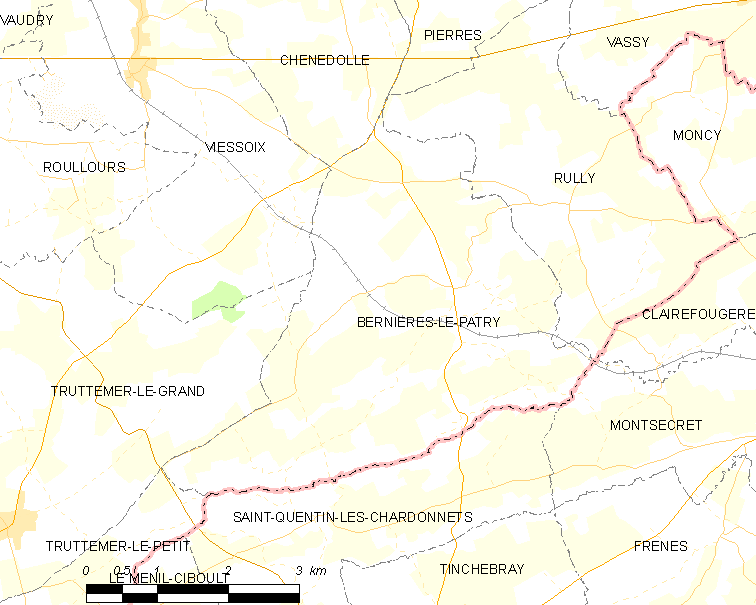
贝尼耶尔勒帕特里的OSM定位图

贝尼耶尔勒帕特里的时区为UTC+01:00、UTC+02:00（夏令时）。

## 行政
贝尼耶尔勒帕特里的邮政编码为14410，INSEE市镇编码为14065。

## 政治
贝尼耶尔勒帕特里所属的省级选区为诺曼底地区孔代县。

## 人口

1962-2008年间贝尼耶尔勒帕特里人口变化图示

贝尼耶尔勒帕特里于2018年1月1日时的人口数量为538人。